# Lilli Röpcke

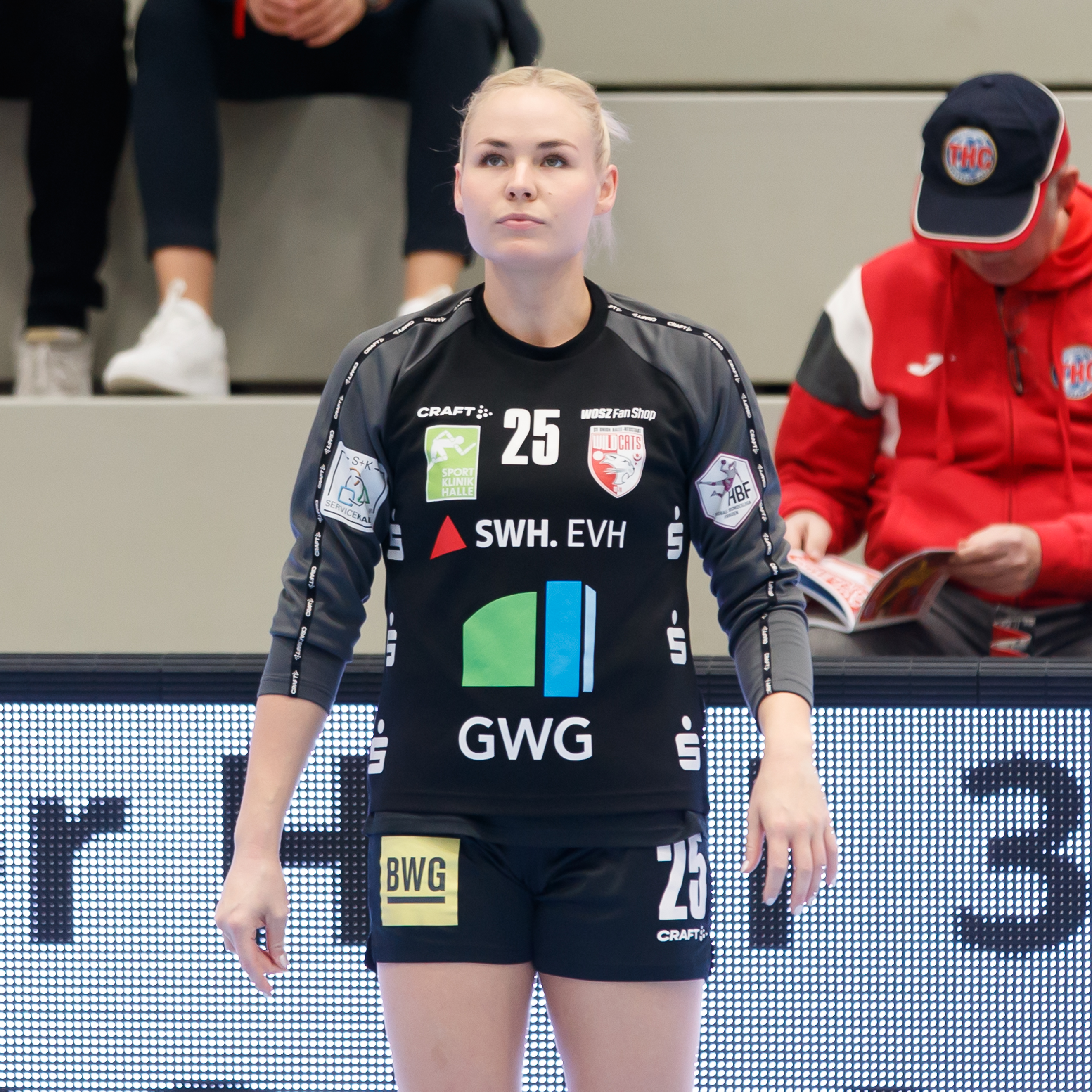
2023 für die SV Union Halle-Neustadt

Lilli Röpcke (* 15. November 2000 in Schkeuditz) ist eine deutsche Handballspielerin. Sie steht seit 2023 beim Erstligisten SV Union Halle-Neustadt unter Vertrag.

## Karriere
Lilli Röpcke begann ihre Handball-Karriere beim HC Leipzig. Nach dem insolvenzbedingten Abstieg des Vereins in die 3. Liga im Jahr 2017 bildete das bisherige Juniorenteam, zu welchen auch sie gehörte, die neue erste Mannschaft mit dem Verein. In der Saison 2018/19 sicherte sie sich mit ihrem Team in der Staffel Ost der 3. Liga ungeschlagen den Meistertitel und stieg in die 2. Bundesliga auf. Dort konnte sie mit den HCL jeweils die Klasse halten. Am 16. Februar 2023 gab der HC Leipzig bekannt, dass Lilli Röpcke mit einem Zweitspielrecht für den Bundesligisten SV Union Halle-Neustadt ausgestattet wird. Bei der Mannschaft aus Halle sollte mit ihr der verletzungsbedingte Ausfall von Marija Gudelj aufgefangen werden. Zwei Tage nach der Bekanntgabe bestritt Lilli Röpcke bei der Niederlage gegen die HSG Bensheim/Auerbach ihr erstes Spiel in der Bundesliga.
Mit ihren Leistungen konnte sie die Verantwortlichen des SV Union Halle-Neustadt überzeugen, sodass sie zur Saison 2023/24 trotz laufenden Vertrages beim HC Leipzig fest zum Verein aus Halle-Neustadt wechselte. 2024 stieg sie mit dem SV Union Halle-Neustadt in die 2. Bundesliga ab und kehrte ein Jahr später wieder in die Bundesliga zurück.

## Privates
Lilli Röpcke hat eine jüngere Schwester namens Lotta, welche ebenfalls als Handballerin für den HC Leipzig gespielt hat. Seit der Saison 2023/24 steht sie beim Bundesligisten VfL Oldenburg unter Vertrag.